# Einar Thulin (1910–2005)
Einar Einarsson Thulin, född den 28 augusti 1910 i Kumla församling, Örebro län, död den 21 maj 2005 i Jakobsbergs församling, Stockholms län, var en svensk ämbetsman. Han var son till Einar J:son Thulin. 
Thulin avlade studentexamen i Uppsala 1929 och juris kandidatexamen vid Uppsala universitet 1934 samt genomförde tingstjänstgöring vid Stockholms rådhusrätt sistnämnda år. Han blev tjänsteman vid Statskontoret 1935, förste amanuens där 1937, byråinspektör vid Kontrollstyrelsen 1938, förste byråsekreterare där 1940 och förste kanslisekreterare vid Finansdepartementet 1942. Thulin var ledamot av Energiskattenämnden 1951–1980 och av Riksskattenämnden 1959–1970. Han var byråchef vid Kontrollstyrelsen 1945–1970 och avdelningschef vid Riksskatteverket 1971–1975. Thulin blev riddare av Nordstjärneorden 1949 och kommendör av samma orden 1963. Han vilar i minneslunden på Görvälns griftegård.